# بابلو أورتيغا (لاعب كرة قاعدة)
بابلو أورتيغا (بالإسبانية: Pablo Ortega)‏ هو لاعب كرة قاعدة مكسيكي، ولد في 7 نوفمبر 1976 في نويفو لاريدو في المكسيك.

## وصلات خارجية
- بابلو أورتيغا على موقعبيزبول رفرنس.كوم (الدوري الثانوي) (الإنجليزية)
- بابلو أورتيغا على موقع مشجعي الرسوم البيانية (الإنجليزية)